# 野村涼子
野村 莉容子（のむら りょうこ）は、日本の演出家、振付師、タレント、ダンサー、女優。YOUTUBE講演家、ライバー、プロデューサー。演出・振付・育成分野での活動時にはRyonRyonもしくはRYONRYON.（りょん・りょん）。

## 略歴
東京都出身。幼少の頃からピアノとバレエを習い、17歳で表参道の東京音楽学院（渡辺プロダクション）にてボイストレーニング、ダンス、楽典などのレッスンを受ける。学校に通いながら歌とダンスのトレーニングをする中、様々な講師からの導きにより舞台へと出演する。
ボーカル&ダンスパフォーマンスでのライブ活動などもしながらavexが設立されてcutting edgeなどでの活動予定をするも、海外でダンスを習得する道へと進む。1991年にニューヨークに短期留学。1993年から様々な舞台に出演。毎年、ニューヨーク、ロサンゼルス等海外に短期留学。
ボイストレーニング、バレエ、ジャズ等の短期留学レッスンをしながら、帰国後多くのアーティストのコンサート、テレビ番組、DVDへの出演・演出・振付・指導を行う。コレオグラファー（振付師）やバックダンサーとしてアーティストのステージ、ミュージカル、テレビコマーシャルなどで活動。
1995年から安室奈美恵、MAX、SPEED、知念里奈、D&Dなどの振付・出演・指導を手掛ける。1995年から1998年まで日本テレビ『THE夜もヒッパレ』に、初代Hipp'sのリーダーとしてレギュラー出演。1999年から2002年までは、黒須洋壬らと共に結成したユニット「Go!Go!Rabbits」で活動した。
2000年 - 2001年、バンドのCHORUSとしてライブやレコーディングに参加。
2005年11月23日、自身のボーカルユニットVARIETY VARIOUSとして「friends」feat. キングコング梶原でデビュー。
2006年6月、2ndシングル「Won't Be Long」を発売。2003年 - 2007年、つんく♂が率いる「ハロー!プロジェクト」において、後藤真希、安倍なつみ、モーニング娘。、ミニモニ。、メロン記念日、Berryz工房、その他ハロープロジェクトの様々なグループを多数のプロモーションビデオ、テレビ番組、コンサート、イベントなどで振付指導していた。
2004年12月24日放送のテレビ朝日『ミュージックステーションSP』で倖田來未が歌唱した「キューティーハニー」に自身も参加・出演して以来、多数のテレビ番組、プロモーションビデオ、コンサートに出演している。
2007年、株式会社「R2 CREATIVE」を設立。ダンサーの活動を広げるためにダンスマネージメントを行いながら、幼児虐待のNPO法人の理事を務め、児童養護施設を視察。チャリティーミサンガを自らデザインし、カンボジアへの寄付活動を行うほか、石巻復興支援としてダンスWSを行うなど、社会貢献・ボランティアにも努めている。
また、コスメブランド「mania by RYONRYON.」にてボディーミルクを発売。近年ではコスメ紹介で女性誌に掲載され、コスメ・ファッション業界にも活躍の場を広げている。
2008年から台湾、東京都、愛知県名古屋市、大阪府、静岡県、岐阜県、宮城県、茨城県、群馬県、埼玉県、千葉県、神奈川県、栃木県、沖縄県、石川県、富山県などでダンスWSを開催し、ダンスディレクターとしてキッズの育成に力を入れている。北関東最大のダンスコンテストの審査員等も務める。
2014年4月から5月まで、LA、Las Vegas、Chicago、NYに単身渡米。最新のレッスンを修習し、本場ブロードウェイミュージカルやコンサートを多数鑑賞。NY初のipadマガジンにて「ニューヨークを切り開く日本人」として紹介される。
2014年10月、LAに再単身渡米し、レッスンを修習。常に最先端の情報をとらえながら、作品やライフスタイルに取り入れている。
近年、よしもとクリエイティブ・エージェンシー（吉本興業）に所属し、役者としても舞台に挑戦。コメディー作品からつかこうへい作品まで、幅広いジャンルの作品に出演。これからは、多くの舞台経験と身体能力を生かした作品にも挑戦したいと考えている。2019年、吉本興業系列のShowtitleを退社。
また、経営者、起業家、医師、教育者などを対象とした演劇ワークを用いたコミュニケーショントレーニング法を始める。(述べ500名以上が受講)
2015年、オーディション番組『ザ・ラストヒロイン〜ワルキューレの審判〜』で、ダンス講師を担当しレッスンでの姿勢を教えるシーンなどで現役アイドルやアイドルを目指す若者から指導する大人まで人気のコンテンツとなる。現在総再生回数は1億5000万を超える。
叔母は麻生塾の理事を務める本田恵子と、画家の松田悦子。再従兄弟は格闘家の松田恵理也である。

## 振付け・出演作品

### コンサート
- 安室奈美恵
  - 安室奈美恵 with Super Monkey's Special LIVE（1995年4月、日比谷野外音楽堂）- 振付け、出演
  - 安室奈美恵 with Super Monkey's First Live in OKINAWA'95（1995年12月、沖縄コンベンションセンター）- 振付け
  - mistio presents AMURO NAMIE with SUPER MONKEY'S TOUR '96（1996年3月）- 振付け、出演
  - SUMMER PRESENTS '96 AMURO NAMIE with SUPER MONKEY'S（1996年8月）- 振付け、出演
  - namie amuro BEST FICTION tour 2008-2009（2008年〜2009年）-『Put 'Em Up』『ALARM』振付け
  - namie amuro FEEL tour 2013（2013年8月）-『Poison』振付け
- 和田アキ子
  - 2018〜2019コンサート - 振付、出演、キャスティング
  - AKIKO WADA 50th ANNIVERSARY 和田アキ子 50周年コンサート. THE LEGEND OF SOUL
- Matt
  - 阪急メンズ SPRING SUMMER 2022 SEASON PROMOTION - ウォーキング指導
  - 阪急 SPRING SUMMER 2022 SEASON PROMOTION - SNSプロモーション、振付指導、MEGUMI etc.
  - 第36回 マイナビ 東京ガールズコレクション（TGC）2023 SPRING／SUMMER sherbet - 演出、振付、ダンサーキャスティング
- 大黒摩季
  - 「LIVE NATURE #0 〜Nice to meet you〜」（1997年8月1日、レインボースクエア有明）- 出演
- 荻野目洋子
  - コンサートツアー（1994年〜1995年）- 出演
- 倖田來未
  - 「secret 〜FIRST CLASS LIMITED LIVE〜」（2005年6月）- 出演
  - 「a-nation'05」（2005年8月）- 出演
  - 「LIVE TOUR 2005 〜first things〜」（2005年9月）- 全国ツアー出演
  - 「レコード大賞」（2005年12月31日）- 出演
  - 「NHK紅白歌合戦」（2005年12月31日）- 出演
  - 「LIVE TOUR 2006-2007 〜second session〜」（2006年10月〜2月）- 出演
  - 「FREAKY」イベント（2007年6月）- 出演
  - 「a-nation'07」（2007年7月）- 出演
  - 「株主総会LIVE」（2007年7月）- 出演
  - 「LIVEEARTH」（2007年7月）- 出演
- 郷ひろみ
  - NHK紅白歌合戦「GOLDFINGER '99」（1999年12月31日）
- 後藤真希
  - 「後藤真希 SECRET LIVE at STUDIO COAST」（2006年10月11日）- 振付・演出、出演、ダンサーキャスティング
  - 「後藤真希 LIVE TOUR 2006〜G-Emotion〜」（2007年2月21日）- 振付・演出、出演、ダンサーキャスティング
  - 「後藤真希 LIVE TOUR 2006 〜G-Emotion〜」（2006年10月14日 - 11月25日）-振付・演出、出演、ダンサーキャスティング***2006年11月19日、韓国公演（後藤真希 LIVE TOUR 2006 G-Emotion in SEOUL）を同ツアーの一環として開催。
  - 「日中友好スーパーライブ in北京」（2007年3月13日）- 振付・演出、出演
  - 「後藤真希 LIVE TOUR 2007 G-EmotionII 〜How to use SEXY〜」（2007年11月28日）- 振付・演出、出演、ダンサーキャスティング
  - 「後藤真希LIVE G-Emotion Final 〜For you〜」（2011年12月4日、幕張メッセ）- 総合演出、振付、出演
  - 「後藤真希 LIVE 2023-盛り上がるしか！？-」（2023年5月23日、大手町三井ホール）- 振付、演出、ダンサーキャスティング

- J☆Dee'z
  - ワンマンライブ「J☆Dee’Z LIVE2015 -You Can Dance!」（2015年1月 - 3月）- 振付
  - ワンマンライブ「J☆Dee'Z Party Up Summer Tour!」（2015年8月）- 振付、ダンスプロデュース
- シソンヌ×山田菜々（元NMB48）
  - 「シソンヌ×山田菜々コラボレLIVE〜一意専心、真摯に取り組みます！〜」（2015年10月）- LIVE振付、キャスティング
- W (ハロー!プロジェクト)
  - 「2004年夏ファーストコンサートツアー〜Wスタンバイ!ダブルユー&ベリーズ工房!〜」（2004年8月10日 - 10月11日）- 振付
  - 「NHK紅白歌合戦」（2004年12月31日）- 振付
- 知念里奈
  - 「レコード大賞」（1997年12月31日）- 出演
- 虹のコンキスタドール
  - 初ワンマンライブ『革命的xxx』（2015年1月）- 振付、総合指導
- ノースリーブス
  - 「バスストップ」（2009年10月）- 振付
  - 「Team Ogi祭り」（2010年9月15日・16日）- 振付
- ハロー!プロジェクト
  - 「Hello! Project 2003 夏 〜よっしゃ! ビックリサマー!!〜」（2003年7月19日 - 8月3日）- 振付
  - 「NHK紅白歌合戦」（2003年12月31日）- 振付
  - 「Hello! Project 2004 Summer 〜夏のドーン〜」（2004年7月17日 - 8月1日）- 振付
  - 「Hello! Project 2004 Winter 〜C'MON! ダンスワールド〜」（2004年1月3日 - 25日）- 振付
  - 「NHK紅白歌合戦」（2004年12月31日）- 振付
  - 「Hello! Project 2007 Winter 〜集結! 10th Anniversary〜」（2007年1月27日・28日）- 振付
  - 「Hello! Project 2007 Summer 10th アニバーサリー大感謝祭 〜ハロ☆プロ夏祭り〜」（2007年7月15日 - 29日）- 振付
- モーニング娘。
  - 「モーニング娘。CONCERT TOUR 2003 〜15人でNON STOP!〜」（2003年8月16日 - 10月18日）- 振付
  - 「NHK紅白歌合戦」（2004年12月31日）- 振付
- 森川美穂
  - 「HALLOW IT'S ME!」（1995年10月15日）- 出演
- 米倉利紀
  - 「nice&easy」（1997年7月）- 出演
  - （1998年7月 - 8月）- 出演
  - 「Flava」（1999年3月 - 5月）- 出演
  - 「Tosinori Yonekura SUMMER SPECIAL'99 Nasty Groove Night vol.Lucky 5」（1999年8月15日）- 出演
  - 「power」（2000年3月 - 5月）- 振付、出演
  - 「Nasty Groove Night vol.Lucky 5」（2000年8月）- 振付、出演
  - 「0」（2001年3月 - 5月）- 振付
  - 「Nasty Groove Night vol.Lucky 5」（2001年8月）
  - 「roots of style」（2002年3月 - 5月）- 振付、出演
  - 「with you」（2003年）- 振付、出演
  - 「rough lux」（2014年2月12日）- 振付、出演
- Berryz工房
  - 「2004年夏ファーストコンサートツアー〜Wスタンバイ!ダブルユー&ベリーズ工房!〜」（2004年8月10日 - 10月11日）- 振付
- DA2-DANZIN
  - アジアツアーファイナルトーキョーインライブ（2013年10月12日）「FANTASTICダヨJAPAN[要出典]」他 - 振付
- TRF
  - 「BRAND NEW TOMORROW in TOKYO DOME 〜Presentation for 1996〜」（1995年12月16日）- 出演
- UVERworld
  - 「UVER world PROMISED DAY & PLACE 1225」（2010年12月25日）- 出演
- shela、椎名法子、speena
  - 学園祭ツアー（2001年9月 - 10月）- 振付、演出、出演
- Z-1（上戸彩）
  - 「Be My Love」（2000年11月8日）- 振付
- 恵比寿マスカッツ
  - 1stコンサート「恵比寿マスカッツ殺人事件〜歌って踊って殺されて〜THE 1st STAGE」（2010年7月10日、SHIBUYA-AX）- 振付
  - 「にやにや修学旅行in東京/大阪〜バナナはおやつじゃないよ 2010冬〜」（2010年 12月5日 Zepp Osaka、12月9日 Zepp Tokyo）- 振付
  - ＜第二弾＞全国CAMP「そうだ! いろんなトコ行こう」（2011年9月4日 - 10月23日）- 振付
  - アジアツアー「そうだ! 香港に行こう」（2011年11月15日、香港・九龍湾国際展貿中心 STAR HALL）- 振付
  - アジアツアー凱旋公演「そうだ! みんなで中野サンプラザに行こう」（2011年12月10日、中野サンプラザ）- 振付
  - ＜第三弾＞全国CAMP「そうだ！いろんなトコ行こう」（2011年9月4日 - 10月23日、さいたま新都心・札幌・長野・高崎・鹿児島・熊本・福岡・横浜・京都・滋賀）- 振付
  - シークレットLIVE「第二回アッキーのチョコレートParty」（2013年2月14日、六本木morph-tokyo）- 振付
  - コンサートツアー2012「そうだ! やっぱり渋谷公会堂に行こう」（2012年3月31日、渋谷公会堂）- 振付
  - ファン感謝祭「麻美ゆまの涙のリサイタルin東京キネマ倶楽部」（2012年5月6日、東京キネマ倶楽部）- 振付
  - 「親不孝ベイベー」リリース記念イベント（2012年6月30日、タワーレコード渋谷店）- 振付
  - 「親不孝ベイベー」リリース記念ごめんね会in東京（2012年7月1日、お台場ヴィーナスフォート）- 振付
  - アジアツアー「LIVE in SINGAPORE」（2013年1月17日、The Star Theater）- 振付
  - 解散全国ツアー2013「『ABAYO』(^0^)/~」（2013年2月9日 - 3月31日、横浜・新潟・長野・札幌・仙台・水戸・岡山・広島・福岡・熊本・鹿児島・金沢・名古屋・大阪）- 総合振付

### PV
- あぁ!
  - 「FIRST KISS」（2003年10月29日）- 振付
- 安倍なつみ
  - 「22歳の私」（2003年8月13日）- TV振付、ダンサーキャスティング
  - 「スイートホリック」（2006年4月12日）- TV振付
  - 「甘すぎた果実」（2006年10月4日）- TV振付
- 恵比寿マスカッツ
  - 「バナナ・マンゴー・ハイスクール／12の34で泣いて with 涙四姉妹」（2010年2月17日）- 振付
  - 「OECURA MAMBO／私マンボー」（2010年7月7日）- 振付
  - 「チヨコレイト/かわいい甲子園」（2010年12月8日）- 振付
  - 「スプリングホリデー／口ゲンカしないで♪」（2011年3月16日）- 振付
  - 「ハニーとラップ♪」（2012年3月28日）- 振付
  - 「親不孝ベイベー」（2012年6月27日）- 振付
  - 「ABAYO」（2013年3月6日）- 振付
- 荻野目洋子
  - 「コーヒー・ルンバ」（1992年5月8日）- 出演
- 音楽ガッタス
  - 「鳴り始めた恋のBell」（2007年9月12日）- 振付
- GIRLS4EVER
  - 「Try to trust」（2015年8月）- 振付
  - 「放課後Party time」（2015年8月）- 振付
- 不思議少女 加藤うらら（小池里奈）「Sawnaunda」（2008年10月）- 振付
- カントリー娘。
  - 「先輩 〜LOVE AGAIN〜」（2003年11月12日）- 振付
  - 「シャイニング 愛しき貴方」（2004年8月4日）- 振付
- 倖田來未
  - 「キューティーハニー」（2004年5月26日）- TV出演
  - 「Selfish」（2004年10月）- PV出演
  - 「Butterfly」（2005年3月）- TV、PV出演
  - 「Birthday Eve」（2005年12月）- PV振付
  - 「No Regret」（2006年1月）- PV振付、出演
  - 「Cherry Girl」（2006年12月6日）- PV出演
- 後藤真希
  - 「抱いてよ! PLEASE GO ON」（2003年8月27日）- PV振付・ダンサーキャスティング
  - 「ガラスのパンプス」（2006年6月7日）- PV振付、出演
  - 「SOME BOYS! TOUCH」（2006年10月11日）- PV振付
  - 「シークレット」（2007年4月11日）- TV、PV振付
- 斉藤和義
  - 「Stick to fun! Tonight!」（2010年4月21日）- 振付、出演
- 椎名法子
  - 「大きなあなた小さなわたし」（2001年8月1日）- TV振付、出演、キャスティング
  - 「恋の風船」（2002年1月23日）- TV振付
- J☆Dee'Z
  - 『だいすき』（2015年3月）- PV振付
- スガシカオ
  - 「アイタイ」安達祐実（2013年4月10日）- 振付
- 知念里奈
  - 「Wing」（1998年4月15日）- PV振付
  - 「Break out Emotion」（1998年1月28日）- TV、PV振付、出演
- 仲間由紀恵
  - 「恋のダウンロード」（2006年）- TV、PV振付
- ノースリーブス
  - 「Relax!」（2008年11月26日）- 振付
  - 「君しか」（2010年8月4日）- 振付
- 観月ありさ
  - 「あなたの世代へくちづけを」（1995年2月13日）- TV振付
- ミニモニ。
  - 「CRAZY ABOUT YOU」（2003年10月16日）- 振付
  - 「ラッキーチャチャチャ!」（2004年4月21日）- 振付
- メロン記念日
  - 「チャンス of LOVE」（2003年5月8日）- TV、PV振付
  - 「MI DA RA 摩天楼」（2003年9月10日）- TV、PV振付
  - 「シャンパンの恋」（2004年10月27日）- TV、PV振付
  - 「アンフォゲッタブル」（2007年3月28日）- TV、PV振付
- モーニング娘。
  - モーニング娘。おとめ組「愛の園 〜Touch My Heart!〜」（2003年9月18日）- TV、PV振付
  - モーニング娘。おとめ組「友情 〜心のブスにはならねぇ!〜」（2004年2月25日）- TV、PV振付
  - 「浪漫 〜MY DEAR BOY〜」（2004年5月12日）- TV、PV振付
  - 「女子かしまし物語」（2004年7月22日）- TV、PV振付
  - 「涙が止まらない放課後」（2004年11月3日）- TV、PV振付
  - 「僕らが生きる MY ASIA」（2007年1月24日）- TV、PV振付
- リュ・シウォン
  - 「Cafe Wonderland」（2009年3月11日）- 振付、出演、ダンサーキャスティング
- Berryz工房
  - 「ピリリと行こう!」（2004年5月26日）- 振付
  - 「ハピネス〜幸福歓迎!〜」（2004年8月25日）- 振付
  - 「恋の呪縛」（2004年11月10日）- 振付
  - 「21時までのシンデレラ」（2005年8月3日）- 振付
- BRIGHT (ダンスボーカルグループ)
  - 「言葉にできなくて」（2009年5月20日）- 振付
- BROWN SUGAR
  - 「In My Heart feat.Digital_Z」（2008年7月30日）- 振付、出演
  - 「ARIGATO」（2008年7月30日）- 振付、出演
  - 「HOTTIE ?熱い想い?」（2008年7月30日）- 振付、出演
- CLIFF EDGE
  - 「Sunshine Beach」（2008年8月）- 振付
- D&D
  - 「IN YOUR EYES」（1996年8月21日）- 振付
  - 「LOVE IS A MELODY」（1996年11月13日）- 振付
  - 「SUNSHINE HERO」（1997年6月4日）- 振付
  - 「SHAPE UP LOVE」（1997年11月12日）- 振付
  - 「BRAND NEW LOVE」（1998年3月4日）- 振付
- DA2-DANZIN
  - 1st single「ダッシュ&キック」（2012年12月）- 振付
  - 2nd single「どうしても」（2013年7月）- 振付
- DEF.DIVA
  - 「好きすぎて バカみたい」（2005年10月19日）- 振付
- Go!Go!RABBITS
  - 「Fairy Tale」（2003年6月）- 出演
- High-King
  - 「C\C（シンデレラ\コンプレックス）」（2008年6月11日）- 振付
- MAX
  - 「Seventies」（1996年7月17日）- 振付
- MEG
  - 「PRECIOUS」（2008年9月17日）- 振付
- SALT5
  - 「GET UP! Rapper」（2003年）- 振付
- shela
  - 「19RED」（2000年4月26日）- 振付、TV出演、ダンサーキャスティング
  - 「Rose」（2002年4月10日）- TV振付
- SINBA
  - 「RESET」（2002年11月20日）- PV、TV振付
  - 「FANTASY」（2003年4月23日）- PV、TV振付
- VARIETYVARIOUSfeat.キングコング梶原
  - 「friends」（2005年11月23日）
- ZAZEN BOYS
  - 「HIMITSU GIRL'S TOP SECRET」（2005年7月16日）- ソロ出演
- KI-HAT
  - 「Luv Police」（2020年8月）- 振り付け

### TV
- CS放送
  - 「ARUGAMAMA TV」（2010年6~9月）- ナビゲートMC出演
  - 荻野目洋子30周年記念ライブ（2014年12月14日）- ダンサー出演
- J:COMテレビ
  - 39thホリプロタレントスカウトキャラバン「美唱女誕生の軌跡」（2014年11月3日・12月3日）-  ステージング、ダンス指導
- テレビ朝日（EX）
  - 「銭形金太郎」（2002年10月10日 - 2007年12月19日）- コーナー振付
  - 「独身3!!」（2003年10月10日 - 12月19日）- 振付
- テレビ東京
  - 「木曜夜8時のコンサート〜名曲！にっぽんの歌〜スペシャル」荻野目洋子「コーヒールンバ」（2015年10月8日放送）- TV出演
  - 40thホリプロタレントスカウトキャラバン（2015年10月2日放送）- 審査員、ダンスパフォーマンス、ウォーキング指導
  - 「ミュークルドリーミー」主題歌（2020年4月5日〜）- 振付
    - 「ラララ♪ミュークルマーチ」
    - 「トキメキコレクター」「ミライくるくる夢くるる」
- 東海テレビ（THK）
  - 「ラストヒロイン〜ワルキューレの審判〜」（2015年1月29日〜6月25日放送）- ダンス指導、レギュラー出演
- 東海テレビ・共同テレビ
  - 「癒し屋キリコの約束」（2015年8月3日〜9月25日放送）- ドラマ振付
- 日本テレビ（NTV）
  - 「THE夜もヒッパレ」SPEED、MAX、知念里奈、八反安未果 - 振付、出演
  - ドラマ「デスノート」弥海砂・イチゴBerry「ありゃりゃ！」- 振付
- フジテレビ（CX）
  - 「めちゃ×2イケてるッ!」- ダンス監修、振付
  - 「激スレ2ガレッジセール」- 振付
  - 「百万挑者」いとうあさこ（2010年10月）- 振付、出演
  - 「湘南リバプール学園」（1995年4月11日 - ）- 出演
  - 「とんねるずのみなさんのおかげでした」 - 有吉弘行ミュージカル指導
  - 「サタデーナイトライブJPN」（2012年6月4日）- 岡村隆史、渡辺直美振付
- BSスカパー
  - 「NMB48のナイショで限界突破！ ～謎のうたワクワク発表会～」（2016年3月27日放送）- ロバート秋山作品振付
- 毎日放送（MBS）
  - 「関西発!才能発掘TV マンモスター」（2017年7月3日 - 、関西ローカル、配信あり）- プロデュース担当として応募者を指導しながら、MCとしてアキナの２人とスタジオ出演

### CM
- 日立マクセル 「マクセルカセット」-安室奈美恵（1996年）- 振付
- ミスタードーナツ MAX（1996年）- 振付
- 森永乳業 「Piknik」D&D（1997年）- 振付
- 資生堂「ティセラ」知念里奈（1998年）- 振付
- KDDI 「au携帯電話」仲間由紀恵（2006年）- 振付
- Goo「Goo鑑定」板野友美（2013年3月）- 振付
- 永谷園「遠藤関だっこちゃん人形編」（2015年）- 振付
- 永谷園「かにのちからみそ汁」（2015年）- 宮下純一、振分親方振付

### 映画・舞台・ミュージカル
- 映画「恋に唄えば♪」（2002年）- 出演
- 舞台「SLAVE2003」（2003年）- 出演
- 映画「2番目の彼女」（2004年）- 出演
- 舞台「SLAVE2004」（2004年）- 出演
- 映画「Female〜フィーメイル〜」（2005年）- ダンサー出演
- 「ピューと吹く!ジャガー THE MOVIE」（2007年）- 振付、出演、キャスティング
- ジャズライブ「松永貴志スペシャルコラボレーション」芦屋市民センタールナホール（2012年7月27日）- 出演
- ジャズライブ「松永貴志スペシャルコラボレーション」芦屋市民センタールナホール（2013年）- 出演
- 舞台「ドリームジャンボ宝ぶね〜けっしてお咎め下さいますな〜」（2013年1月）- 振付
- 舞台「歳末明治座 る・フェア〜年末だよ！みんな集合！！〜」（2013年12月れ
  - 御曹司(矢崎広／平野良／荒木健太朗／辻本祐樹)恋のMINAMOTO[要出典] - 振付
  - 御ピース(三上真史／滝口幸広／中村龍介／井深克彦／大山真志)つわものディストラクション[要出典] - 振付
  - かむろ・8(久保田秀敏／原嶋元久／植田圭輔／鳥越裕貴／内海啓貴／長倉正明／二瓶拓也)スパイなスパイス[要出典] - 振付
- 舞台「つかこうへい作品 熱海の果て」（2014年）- 出演
- 舞台「タイムスリップ☆ファーザー」（2014年）- 出演
- ハリセンボン単独ライブ「女の武器は使わない」（2014年）- 振付
- Child Aid LIVE -FUN TO DANCE！！！（2014年）- 振付・出演
- 舞台「ステージ2」（2015年7月）- 出演・振付
- 公演「松永貴志×RYONRYON.」（2015年10月）- 出演
- テレビ愛知主催「ハロウィン盆踊りラン」（2015年10月）- 振付・出演
- 映画 牙狼〈GARO〉 神ノ牙-KAMINOKIBA-（2018年）- 刺青女 役

### ラジオ
- 「歌の交差点 | MUSIC BIRD」（2007年6月）- 出演
- 「RyonRyonのTHE New BLACK」(2018年 - ）- 出演 毎週木曜日 23:00～24:00
- FMいしがき（2020年）

### アプリ
- 「オドレター」（2016年）- 監修、振付

### 雑誌
- HEAPS ipad マガジンインタビュー掲載（2014年10月）
- 女性自身『最強美アイテム』コスメ紹介（2014年12月）
- 『アイドル横丁新聞』虹のコンキスタドール 記事インタビュー掲載（2015年3月）
- 『Bea's up』教えてRYONRYON.先生 場面別1’minストレッチ連載（2015年8月 - 10月）

### その他
- SPEEDプライベートレッスン（1995年5月）
- Every Little Thingプライベートレッスン（1997年1月）
- DVD 「オシャレ魔女♥ラブandベリーダンスコレクション〜2006春夏〜」（2006年）- 監修、演出、振付指導
- WOWOWドラマ「XXXHOLiC」（2013年3月）- 娼婦達 振付、指導
- レスリー・キー写真展「ANTEPRIMA supports THE COLORS OF HOPE photographed by LESLIE KEE」（2012年3月9日）- 出演
- J☆Dee'Zダンスプロデュース、指導（2014年7月 - ）
- 虹のコンキスタドール、パフォーマンスディレクター就任（2015年1月〜）
- 大阪Legend 「ALL THAT'S DANCE OSAKA」ダンスコンテスト審査員（2015年4月19日）
- 目黒学院高校キャリア特別授業　特別講師（2015年6月）
- エアリーズエンタテインメントオーディション〜How to be idol 2015 Summer〜審査員（2015年8月）
- ミス・ユニバース栃木　審査員・ウォーキング指導（2015年）
- ホリプロスカウトキャラバン審査員、ウォーキング&ダンス指導（2015年）
- 名古屋ハロウィン盆踊りRUN - 公式振付、MC出演
- 荒川五中 キャリアゼミ講師（2016年）
- 中条あやみプライベートレッスン
- 三根梓プライベートレッスン
- たんぽぽ・川村エミコプライベートレッスン
- ホリプロスカウトキャラバン審査員、ウォーキング指導（2016年）
- LINELIVE「NEXTSTAR」 板野友美番組出演（2016年）
- RYONRYON...「Trick or Treats」（ニコニコ生放送）

## 出演
- 安室奈美恵
- 和田アキ子
- 倖田來未
- 後藤真希
- 郷ひろみ
- ピンクレディ
- 荻野目洋子
- 工藤静香
- 大黒摩季
- 森川美穂

## 主な振付担当アーティスト
- 安室奈美恵
- SPEED
- MAX
- 知念里奈
- 倖田來未
- 高橋みなみ
- 小嶋陽菜
- 峯岸みなみ
- ナインティナイン・岡村隆史
- 渡辺直美
- 向井秀徳
- 仲間由紀恵
- 川島海荷
- ノースリーブス
- 渡り廊下走り隊
- リュ・シウォン
- 斉藤和義
- スガシカオ
- モーニング娘。
- ミニモニ。
- 後藤真希
- 安倍なつみ
- 真野恵里菜
- メロン記念日
- ℃-ute
- ネプチューン・堀内健
- 尾藤イサオ
- 松本明子
- 今陽子
- 川中美幸
- 振分親方
- 宮下純一
- 白竜
- 大橋彩香
- 木戸衣吹
- 山崎エリイ
- Berryz工房
- 恵比寿マスカッツ
- J☆Dee'Z

## 主な俳優
- 仲間由紀恵
- 安達祐実
- 左とん平
- 久野綾希子
- 紫吹淳
- 矢崎広
- 大山真志
- 竹内涼真
- 美山加恋
- 中条あやみ
- 三根梓

他